# Plouider
Plouider é uma comuna francesa na região administrativa da Bretanha, no departamento Finisterra. Estende-se por uma área de 23,61 km². Em 2010 a comuna tinha 1 899 habitantes (densidade: 80,4 hab./km²).